# 阿布库尔
阿布库尔（法語：Abbecourt，法語發音：[abkuʁ]）是法国瓦兹省的一个市镇，属于博韦区。

## 地理
阿布库尔（49°21'20"N, 2°9'31"E）面积7.44 平方千米，位于法国上法蘭西大區瓦兹省，该省份为法国北部内陆省份，北起索姆省，西接厄尔省和滨海塞纳省，南至塞纳-马恩省和瓦兹河谷省，东临埃纳省。
与阿布库尔接壤的市镇（或旧市镇、城区）包括：瓦尔吕、奥当克莱韦克、蓬雄、圣叙尔皮斯。

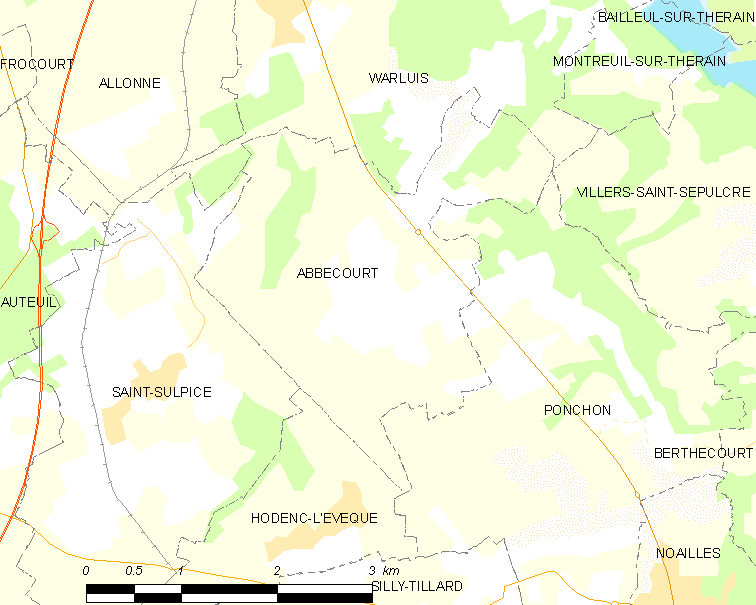
阿布库尔的OSM定位图

阿布库尔的时区为UTC+01:00、UTC+02:00（夏令时）。

## 行政
阿布库尔的邮政编码为60430，INSEE市镇编码为60002。

## 政治
阿布库尔所属的省级选区为韦克桑地区肖蒙县。

## 人口

1962-2008年间阿布库尔人口变化图示

阿布库尔于2022年1月1日时的人口数量为861人。